# Final Liberation: Warhammer Epic 40,000
Final Liberation: Warhammer Epic 40,000 — покрокова тактична відеогра, розроблена Holistic Design, Inc. та видана Strategic Simulations, Inc. в 1997 році. Ця відеогра заснована на настільній грі Warhammer 40,000 Epic, яка передбачає масштабні бої із застосуванням великої кількості техніки.

## Ігровий процес
Гравець командує об'єднаними силами: СПО (Сили Планетарної Оборони), трьома полками Імперської Гвардії (катачанці, мордіанці і таларанці), а також Космічним десантом (орденом Ультрамаринів). Крім піхоти, у розпорядженні командувача знаходиться багато техніки як бронетехніка, артилерія, і авіація. Окремо стоять імперські «Титани» і орчі «Гарганти». Кожна бойова одиниця має набір певних параметрів, а також свої унікальні особливості, що зумовлюють її використання на полі бою. Досвід піхотинців і екіпажів бойових машин зростає в міру успішного знищення сил противника, підвищуючи їхню ефективність. При значних втратах бойовий дух військ падає і вони можуть втекти з поля бою.
Всі юніти гри взяті з настільної версії Warhammer 40,000. Для гравців передбачена енциклопедія з докладним описом всіх підрозділів і бойових машин ворогуючих сторін.
Планета Волістад, де розгортаються події, розділена на провінції, відображені на стратегічній карті. Кожна звільнена від орків провінція приносить дохід. Цей дохід забезпечує замовлення додаткових бойових підрозділів, що доставляються на планету з орбіти. Орки, так само, як і Імперські сили, отримують з підконтрольних їм провінцій ресурси для забезпечення себе підкріпленнями. Гравець планує проведення кампанії, призначає регіони у відповідальність своїм генералам, приймає рішення про поповнення рядів особового складу і так далі.
Відеовставки між місіями виконані з грою живих акторів, поєднаною з комп'ютерною анімацією. Орків грають відповідно одягнені актори в масках. Виробництвом відеовставок займалася нині не існуюча студія Bright Light Studios.

## Сюжет
На одній з планет Імперіуму, Волістад, лідер космічних орків з клану Злих Сонць на ім'я Скролл зумів об'єднати кілька орчих племен і зламав оборону планети. Гравець виступає в ролі головнокомандувача збройними силами Імперіуму, який повинен очистити планету від орків, інакше вона буде втрачена. В ролі радника і критика головнокомандувача виступає комісар Холт.
Гра має чотири закінчення: Повна поразка, Невелика поразка, Невелика перемога, Повна перемога.

## Цікаві факти
Назви багатьох провінцій планети Волістад є відсилками до російських міст та історичних осіб. Наприклад, Gorkov Hive, Irkutsk Hive, New Kamchatka, Port Kosygin, Vlasov Island та інші.